# Arrhichion
Arrhichion von Phigaleia (auch Arrachion; † August oder September 564 v. Chr.) war ein Olympionike der Olympischen Spiele der Antike.
Arrhichion, der bereits bei den Spielen 572 v. Chr. und 568 v. Chr. das Pankration gewonnen hatte, trat erneut bei den Spielen 564 v. Chr. an. Bei diesem Kampf war er beinahe schon besiegt, da sich sein Kopf in einer Beinschere seines Kontrahenten befand. Er wollte jedoch nicht aufgeben; um die Aufgabe abzuwenden, brach er mit letzter Kraft die Zehen seines Gegners, der daraufhin zuerst aufgab. Im selben Moment erstickte Arrhichion allerdings. So wurde Arrhichion posthum zum Sieger erklärt.